# Sara Mishara
Sara Mishara est une directrice de la photographie et scénariste américano-canadienne née à Boston, au Massachusetts et basée à Montréal, au Québec.
Elle est la première femme à recevoir le prestigieux prix de la Société canadienne des cinéastes dans la catégorie Cinématographie - Long métrage de cinéma. Elle est récipiendaire de trois prix Écrans canadiens,, et de quatre prix Iris,, pour son œuvre de directrice de la photographie et de scénariste en plus de recevoir de nombreuses nominations.

## Biographie

### Débuts de carrière
Née à Boston d'un père professeur d'université francophile ayant décidé de migrer vers Montréal, Sara Mishara partage des origines américaine, turque, juive et anglophone. Elle s'initie à la photographie dès un très jeune âge et baigne dans les étalages d'appareils photos du magasin opéré par son grand-père. Elle découvre d'abord le cinéma dans le cadre d'un cours au collégial, où elle est vite attirée par la direction de la photographie. À la suite de cette initiation, elle effectue un échange étudiant à l'Académie du film de Prague, où elle est accompagnée par un pair qui lui enseigne les rudiments du posemètre. De retour au Québec, elle poursuit ses études à l'École de cinéma Mel-Hoppenheim de l'Université Concordia et part ensuite parfaire ses connaissances à Los Angeles, où elle complète une maitrise à l'American Film Institue,. La richesse et la diversité des équipements auxquels elle accède lui donne l'opportunité d'acquérir une assurance et une maîtrise technique de la lumière, lui ouvrant les portes de l'expérimentation formelle.

### Parcours d'une artiste de la lumière

#### Comme directrice de la photographie
Au cours de ses études à l'Université Concordia, Mishara fait coup sur coup plusieurs rencontres décisives qui marqueront son parcours et ses collaborations artistiques. Elle y croise d'abord la trajectoire du réalisateur Maxime Giroux, avec qui elle travaillera à titre de directrice de la photographie pour les films Demain (2009), Jo pour Jonathan (2010), Félix et Meira (2014) et La Grande Noirceur (2018). Elle fait également la rencontre du réalisateur Stéphane Lafleur, qui lui confie l'image pour son premier long métrage, Continental, un film sans fusil. Enfin, c'est avec le réalisateur Ivan Grbovic qu'elle développe une complicité qui s'étend de la création à la vie conjugale, et avec qui elle s'associe pour les films Roméo Onze (2011) et Les oiseaux ivres (2021). Même si elle demeure attachée à ses collaborateurs réguliers, elle ouvre également la porte à la construction de nouveaux liens, afin de se renouveler professionnellement.
Son travail de l'image se fait rapidement remarquer et est célébré par les institutions cinématographiques québécoises et canadiennes. Au fil des années, elle cumule quatre nominations au Gala Québec Cinéma pour son travail de directrice photo sur Continental, un film sans fusil (2007), La Donation (2009), Tout ce que tu possèdes (2012) et Tu dors Nicole (2014).
En 2014, elle est nommée pour une première fois aux Prix Écrans canadiens pour son travail de direction photo sur le film Félix et Meira. Le film est subséquemment sélectionné pour représenter le Canada pour l’Oscar du meilleur film en langue étrangère lors de la cérémonie des Oscars de 2015.
Puis, en 2019, elle compétitionne contre elle-même dans la catégorie de la meilleure direction de la photo pour les films Allure et La Grande Noirceur. Elle remporte son premier prix au 24e Gala Québec Cinéma pour son travail de direction de la photographie sur La Grande Noirceur.
En 2022, elle se retrouve de nouveau nommée à deux reprises pour le Prix Iris de la meilleure direction de la photographie pour Norbourg et Les Oiseaux ivres, et remporte la course avec ce dernier.
Mishara est la première femme à recevoir le pestigieux prix de la Société canadienne des cinéastes dans la catégorie Cinématographie - Long métrage de cinéma. Dans une entrevue, elle explique comment elle a dû se confronter au sexisme inhérent à la culture cinématographique afin de se tailler une place comme directrice photo et énumère les efforts supplémentaires qu'elle a dû mettre en place afin d'être considérée au même titre que ses pairs masculins : « [...] je me suis rendue à [l'American Film Institute de] Los Angeles, ce qui m'a donné un réel savoir-faire technique, pour que si les gens me questionnaient, j'étais hyper bien informée. Je me suis beaucoup entraînée pour pouvoir tenir une caméra plus longtemps que n'importe quel autre gars » (traduction) .

#### Comme scénariste
Mishara se lance dans un premier projet d'écriture avec Ivan Grbovic pour le film Roméo Onze, où elle explore en duo les thèmes de prédilection que sont l'altérité et l'immigration. Le tandem reçoit une nomination au 15e Gala Québec Cinéma pour le meilleur scénario.
En 2021, elle entreprend un deuxième projet d'écriture à quatre mains, toujours avec Ivan Grbovic, pour Les oiseaux ivres (2021). Campé dans le milieu des travailleurs agricoles saisonniers, le film adopte une multiplicité de points de vue afin de mettre en dialogue l'expérience vécue et les aspirations de chacun des personnages. Le film remporte le Prix Iris du meilleur scénario au 24e gala Québec Cinéma et est sélectionné pour représenter le Canada dans la course à l'Oscar du meilleur film international,.

## Approche artistique
Sara Mishara nourrit une affinité pour le cinéma artisanal et les procédés techniques élaborés qui produisent des images denses au rendu éthéré. Elle tourne principalement sur pellicule et emploie de vieux objectifs qui renforcent la matérialité de l'image, révélées par des éclairages délicats et fragiles. Elle collabore principalement avec des cinéastes formalistes, chez qui elle apprécie la vision et l'intérêt pour le pouvoir d'évocation des images. La collaboration avec ses comparses se déroule instinctivement, au-delà des mots, à travers l'observation de photographies comme images de référence.
Chaque œuvre filmée par la caméra de Mishara est marquée par l'invention d'une nouvelle approche, spécifique à la vision des cinéastes avec qui elle collabore et dont elle devient « le prolongement des yeux ». Pour La Grande Noirceur, un tournage effectué avec un budget quasi inexistant, elle capte ses images grâce à un processus technique minimaliste où elle calcule les déplacements du soleil afin d'éviter la location de matériel d'éclairage. mais qui présente néanmoins parmi les images les plus spectaculaires de son corpus. Pour Les oiseaux ivres, qu'elle tourne en 35 mm avec deux objectifs Panavision, elle se donne le défi de filmer la transition de la lumière au passage entre le jour et la nuit, une démarche qui lui est inspirée par le film Les Moissons du ciel (1978) du réalisateur Terrence Malick.

## Filmographie

### En tant que directrice de la photographie
- 2007 : Continental, un film sans fusil de Stéphane Lafleur
- 2008 : Tout est parfait de Yves-Christian Fournier
- 2009 : La Donation de Bernard Émond
- 2009 : Demain de Maxime Giroux
- 2010 : Jo pour Jonathan de Maxime Giroux
- 2011 : En terrains connus de Stéphane Lafleur
- 2011 : Roméo Onze de Ivan Grbovic (en)
- 2012 : Tout ce que tu possèdes de Bernard Émond
- 2014 : Tu dors Nicole de Stéphane Lafleur
- 2014 : Félix et Meira de Maxime Giroux
- 2017 : Allure de Carlos et Jason Sanchez (en)
- 2018 : Boundaries de Shana Feste
- 2018 : La Grande Noirceur de Maxime Giroux
- 2020 : Mon année à New York de Philippe Falardeau
- 2021 : Les oiseaux ivres de Ivan Grbovic (en)
- 2022 : Viking de Stéphane Lafleur
- 2023 : Lac-Mégantic - ceci n'est pas un accident (série télévisée) de Philippe Falardeau
- 2025 : Deux Femmes en or de Chloé Robichaud

### En tant que scénariste
- 2011 : Roméo Onze d'Ivan Grbovic (en)
- 2021 : Les Oiseaux ivres de Ivan Grbovic (en)

## Distinctions

### Récompenses
- 2019 : Prix Iris de la meilleure direction de la photographie pour La Grande Noirceur, 21e gala Québec Cinéma[6]
- 2019 : Prix Écrans canadiens de la meilleure photographie pour La Grande Noirceur, 7e gala des Prix Écrans canadiens[22]
- 2022 : Prix de la Société canadiennes des cinéastes, Cinématographie - Long métrage de cinéma[2]
- 2022 : Prix Iris de la meilleure direction de la photographie pour Les oiseaux ivres, 24e gala Québec Cinéma[7]
- 2022 : Prix Iris du meilleur scénario avec Ivan Grbovic pour Les oiseaux ivres, 24e gala Québec Cinéma[7]
- 2022 : Prix Écrans canadiens de la meilleure photographie pour Les oiseaux ivres, 10e gala des Prix Écrans canadiens[4]
- 2023 : Prix Iris de la meilleure direction de la photographie pour Viking, 25e Gala Québec Cinéma[8]
- 2023 : Prix Écrans canadiens de la meilleure photographie pour Viking, 10e gala des Prix Écrans canadiens[5]

### Nominations
- 2013 : Nomination, Prix Iris de la meilleure direction de la photographie pour Tout ce que tu possèdes, 15e Gala Québec Cinéma[23]
- 2013 : Nomination, Prix Iris du meilleur scénario pour Roméo Onze, 15e Gala Québec Cinéma[23]
- 2015 : Nomination, Prix Iris de la meilleure direction de la photographie pour Tu dors Nicole, 17e Gala Québec Cinéma[23]
- 2021 : Nomination, Prix Iris de la meilleure direction de la photographie pour Mon année à New York, 23e Gala Québec Cinéma[23]
- 2022 : Nomination, Prix Iris de la meilleure direction de la photographie pour Norbourg, 24e Gala Québec Cinéma[23]